# FK Spartaks Jūrmala
Futbola klubs Spartaks Jūrmala ist ein lettischer Fußballverein aus der Stadt Jūrmala. Der Verein wurde 2007 als JPFS Jūrmalas Peldēšanas un Futbola skol (dt. Jūrmala Schwimm- und Fußballschule) Spartak gegründet und spielt in der höchsten lettischen Liga, der Virslīga.

## Geschichte
Im Gründungsjahr war die Mannschaft Teilnehmer der 2. līga. Nach drei Jahren Zweitklassigkeit wurde Spartaks 2011 Dritter. Nach dem Gewinn der Play-offs gegen JFK Olimps stieg der Klub in die Virslīga auf.
2014 wurde das Team zwar nur Sechster, qualifizierte sich dennoch erstmals für den Europacup.
Der Verein trägt seine Heimspiele im 2500 Zuschauer fassenden Slokas-Stadion aus.

## Erfolge
- Lettischer Meister (2): 2016, 2017

## Platzierungen (seit 2011)
| Saisons | Div. | Līga       | Platz | web    |
| ------- | ---- | ---------- | ----- | ------ |
| 2011    | 2.   | Pirma liga | 3.    | [ 3 ]  |
| 2012    | 1.   | Virslīga   | 5.    | [ 4 ]  |
| 2013    | 1.   | Virslīga   | 7.    | [ 5 ]  |
| 2014    | 1.   | Virslīga   | 6.    | [ 6 ]  |
| 2015    | 1.   | Virslīga   | 5.    | [ 7 ]  |
| 2016    | 1.   | Virslīga   | 1.    | [ 8 ]  |
| 2017    | 1.   | Virslīga   | 1.    | [ 9 ]  |
| 2018    | 1.   | Virslīga   | 5.    | [ 10 ] |
| 2019    | 1.   | Virslīga   | 5.    | [ 11 ] |
| 2020    | 1.   | Virslīga   | 6.    | [ 12 ] |
| 2021    | 1.   | Virslīga   | 5.    | [ 13 ] |
| 2022    | 1.   | Virslīga   | 8.    |        |
| 2023    | x.   | x          | x.    |        |

## Europapokalbilanz
| Saison  | Wettbewerb            | Runde                  | Gegner                 | Gesamt | Hin     | Rück    |
| ------- | --------------------- | ---------------------- | ---------------------- | ------ | ------- | ------- |
| 2015/16 | UEFA Europa League    | 1. Qualifikationsrunde | FK Budućnost Podgorica | 3:1    | 3:1 (A) | 0:0 (H) |
| 2015/16 | UEFA Europa League    | 2. Qualifikationsrunde | FK Vojvodina Novi Sad  | 1:4    | 0:3 (A) | 1:1 (H) |
| 2016/17 | UEFA Europa League    | 1. Qualifikationsrunde | FK Dinamo Minsk        | 1:4    | 1:2 (A) | 0:2 (H) |
| 2017/18 | UEFA Champions League | 2. Qualifikationsrunde | FK Astana              | 1:2    | 0:1 (H) | 1:1 (A) |
| 2018/19 | UEFA Champions League | 1. Qualifikationsrunde | FK Roter Stern Belgrad | 0:2    | 0:0 (H) | 0:2 (A) |
| 2018/19 | UEFA Europa League    | 2. Qualifikationsrunde | SP La Fiorita          | 9:0    | 6:0 (H) | 3:0 (A) |
| 2018/19 | UEFA Europa League    | 3. Qualifikationsrunde | FK Sūduva Marijampolė  | 0:1    | 0:1 (H) | 0:0 (A) |

Gesamtbilanz: 14 Spiele, 3 Siege, 5 Unentschieden, 6 Niederlagen, 15:14 Tore (Tordifferenz +1)